# Umbraculoidea
Umbraculoidea is een superfamilie van weekdieren uit de klasse van de Gastropoda (slakken).

## Families
- Tylodinidae Gray, 1847
- Umbraculidae Dall, 1889 (1827)